# Pemba (Moçambic)
Pemba (fins 1975 Porto Amélia) és una ciutat de Moçambic, capital de la província de Cabo Delgado. Té rang de municipalitat. Fins al 3 de febrer de 1976 es va dir Porto Amélia. La ciutat té una població de 141.316 habitants (50.215 el 1986, i 88.149 el 1997). Està situada en una badia (badia de Pemba), considerada la tercera més gran del món, i concretament a la riba sud. Compta amb un aeroport.

## Demografia
L'evolució històrica de la població de Pemba és representada en aquesta taula:

## Història
El lloc on hi ha la ciutat fou visitat pels portuguesos però no s'hi van establir fins avançat el segle xix, quan a mitjan segle es va construir un fortí que al cap d'uns anys fou abandonat. Vers el 1894, quan se'n va fer càrrec la Companyia de Niassa, hi havia un petit establiment comercial no permanent. Finalment el 1898 es va produir l'establiment definitiu i fou elevada a categoria de població. La companyia la va transformar el 1904 i li va donar el nom de Porto Amélia en honor de la que fou la darrera reina portuguesa, i poc després hi va establir la seva seu que fins llavors havia estat a Ibo.
El 1929 Porto Amélia va esdevenir capital del districte de Cabo Delgado. El seu port era millor que el d'Ibo i permetia l'atracament de vaixells de gran tonatge. També tenia millor situació per comunicar amb l'interior. El 19 de desembre de 1934 fou elevada a vila, i el 18 d'octubre de 1958 a ciutat. Va esdevenir capital provincial el 1975 i va agafar el nom actual el 3 de febrer de 1976.

## Agermanaments
- Aveiro
- Reggio nell'Emilia